# Baicului
Baicului este un cartier situat in partea de Nord-Est a capitalei, fiind mărginit la nord de către strada Doamna Ghica, la sud de Șoseaua Pantelimon, la est de strada Fântânica, iar la vest de către cartierul Doamna Ghica.
Blocurile care constituie această zonă au maxim 5 etaje, cu excepția zonei de complex comercial construită in 2011, unde se găsesc clădiri de peste 20 de etaje.
Cartierul Baicului este unul dintre puținele cartiere ale Bucureștiului care nu a fost afectat de demolările caselor din perioada comunistă. Astfel casele si curțile se găsesc lângă străzile principale, iar blocurile în plan secundar. 
Numele de Baicului ar putea proveni de la "Baicu" (masculinizarea substantivului "Baică"- moașă").